# Slaveri i Nya Spanien

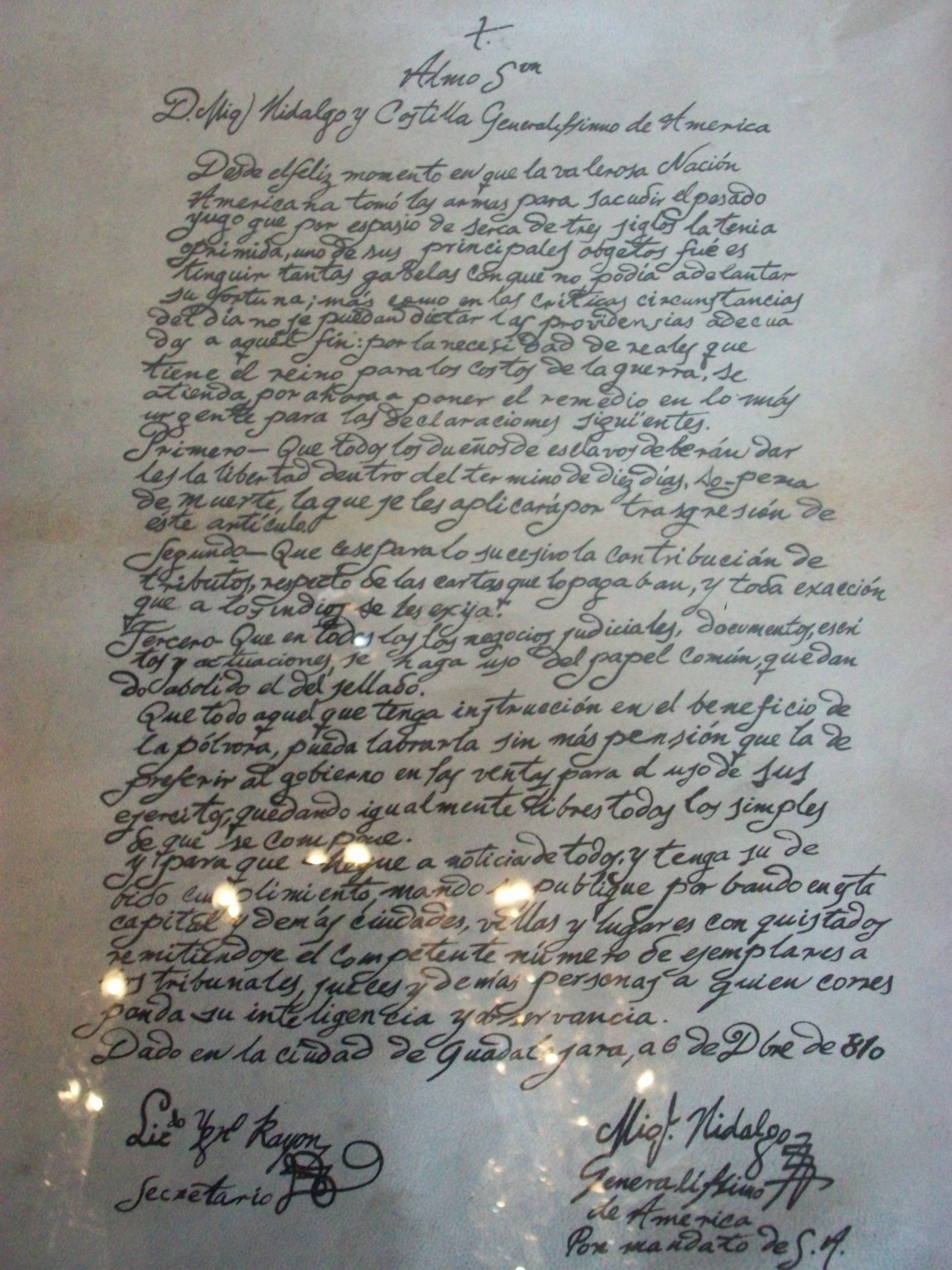
Kopia av dekretet om avskaffande av slaveriet i Nya Spanien.

Slaveri existerade i vad som sedan kom att bli Nya Spanien redan före spanjorernas ankomst och spanjorerna fortsatte denna sedvänja. Initialt använde även spanjorerna indianska slavar, men dessa byttes snart ut mot afrikanska slavar för att arbeta på regionens plantager, rancher och gruvor, då dessa förmodades tåla det varma klimatet bättre, och 1639 förbjöds helt förslavande av indianer. Förslavande av afrikaner förbjöds 1810. 

## Förslavande av urinnevånare
År 1517 utfärdade Karl V (tysk-romersk kejsare) ett tillstånd för kolonisatörerna i Amerika att praktisera slaveri, vilket betraktas som början på den spanska slavhandeln i Amerika. Initialt var det främst indianer som förslavades av spanjorerna. De indianska slavarna bestod av krigsfångar och personer som redan var slavar hos andra indianer, och som alltså var slavar enligt de slavlagar som redan rådde före spanjorernas ankomst. 
Spanska kronan bedömde dock indianer som fysiskt svaga och olämpliga för hårt arbete, och de sjukdomar de fick från spanjorerna resulterade i att dödligheten hos indianska slavar var mycket hög. 1542 utfärdades spanska lagar som förbjöd förslavande av indianer som tagits i strid.
1580 utgick rekommendationer om att helt sluta förslava indianer och ersätta dem med afrikaner, och 1639 förbjöds slutgiltigt alla former av förslavande av indianer i Spaniens och Portugals besittningar av påven.

## Förslavande av afrikaner
Afrikanska slavar från den transatlantiska slavhandeln fanns i Nya Spanien så tidigt som under 1520-talet, men denna slavhandel tog fart i stor skala under seklets mitt och ökade alltmer som de indianska slavarnas antal minskade, och 1570 uppgick de till 20.000. 
Dominikanerna motsatte sig slaveriet och gjorde en del för att hjälpa slavar, så som att inspektera gruvor och andra slavarbetsplatser och utöva påtryckningar för att de skulle behandlas väl.
Det var vanligt att slavar, kallade Cimarrones, rymde ut i djungeln och där bildade sina egna samhällen, Palenques. Enligt spansk lag var det tillåtet för en slav att ta ett lån och köpa sin egen frihet.

## Upphävande
Avskaffandet av slaveriet tillhörde de reformer som ingick i självständighetspartiets reformpaket under det mexikanska frihetskriget, och slaveriet förklarades avskaffat enligt ett dekret av Miguel Hidalgo: denna ratificerades slutgiltigt 1825 och 1829. Vid slaveriets upphävande år 1810 fanns endast 10.000 slavar i Nya Spanien.